# Bakalarke
Bakalarke (tovarke, lat. Gadiformes), red riba u razredu zrakoperki. Sastoji se od deset porodica. Ribe ovoga reda vole hladnija i dublja mora. U Jadranu je zastupljena od pet porodica

## Vrste
1. Bregmacerotidae Gill, 1872
2. Euclichthyidae Cohen, 1984
3. Gadidae Rafinesque, 1810, Ugotice
4. Lotidae Bonaparte, 1835, Manjići
5. Macrouridae Bonaparte, 1831, Rilaši
6. Melanonidae Goode & Bean, 1896
7. Merlucciidae Rafinesque, 1815
8. Moridae Moreau, 1881, Tabinjke
9. Muraenolepididae Regan, 1903
10. Phycidae Swainson, 1838, Tabinje